# Baptiste Meyer
Baptiste Meyer es un deportista francés que compitió en vela en la clase 470. Ganó una medalla de plata en el Campeonato Mundial de 470 de 2010.

## Palmarés internacional
| \| Campeonato Mundial \| Campeonato Mundial \| Campeonato Mundial \| Campeonato Mundial \| \| Año \| Lugar \| Medalla \| Clase \| \| ------------------ \| ---------------------- \| ------------------ \| ------------------ \| \| 2010 \| La Haya (Países Bajos) \| Medalla de plata \| 470 \| |                        |                  |       |
| Campeonato Mundial |                        |                  |       |
| Año | Lugar                  | Medalla          | Clase |
| 2010 | La Haya (Países Bajos) | Medalla de plata | 470   |